# Stubenfliege
Die Stubenfliege (Musca domestica; lat. musca „Fliege“, domesticus „häuslich“), auch Gemeine Stubenfliege oder Große Stubenfliege (zur Unterscheidung von der Kleinen Stubenfliege), ist eine Fliege aus der Familie der Echten Fliegen (Muscidae).

## Merkmale

Anatomie der Stubenfliege:
A Kopf:
1 Facettenauge
2 Fühlerborste (Arista)
3 Fühler (Antenne)
4 Unterkiefertaster (Palpus maxillaris)
5 Oberlippe (Labrum)
6 Lippe (Labium)
7 Löffelchen (Labellum)
8 Stempel
B Thorax:
9 Präscutum
10 Vorderes Atemloch (Stigma)
11 Halsschild (Scutum)
12 Basicosta
13 Calypter
14 Schildchen (Scutellum)
15 Flügel
16 Flügelader
17 Propleuron
18 Prosternum
19 Mesopleuron
20 Mesosternum
21 Metapleuron
22 Metasternum
C Abdomen:
23 Hüfte (Coxa)
24 Oberschenkel (Femur)
25 Unterschenkel (Tibia)
26 Seta
27 Fuß (Tarsus)
28 Haltere
29 Hinteres Atemloch (Stigma)
30 Hinteres Abdomensegment

Der Körperaufbau entspricht im Allgemeinen jenem der Echten Fliegen. Als morphologische Unterscheidungsmerkmale zu anderen Arten dienen Größe, Färbung und Flügeladerung. Sie besitzen leckend-saugende Mundwerkzeuge. Erwachsene Stubenfliegen sind sechs bis sieben Millimeter lang, ihr Körper ist grau und hat vier Längsstreifen auf dem Thorax. Die Unterseite des Rumpfes ist gelblich, ihre Extremitäten sind schwarz, der Körper ist komplett mit Haaren bedeckt. Sie haben rote Facettenaugen. Die Körper der weiblichen Fliegen sind etwas größer und ihr Augenabstand ist meist etwas größer als bei männlichen Exemplaren. In Ruhestellung sind die Flügel in engem Winkel gespreizt. Aufgrund des ähnlichen Aussehens können sie leicht mit Gemeinen Stechfliegen verwechselt werden.

## Vorkommen
Musca domestica kommt fast überall auf der Welt vor (Kosmopolit), lediglich in Wüsten sowie polaren und hochalpinen Landschaften ist sie nicht zu finden.
Ihre Verbreitung ist meist mit dem Menschen assoziiert, da in dessen Nähe das größte Nahrungsangebot vorherrscht.
Stubenfliegen werden unter anderem für Forschungszwecke und als Tierfutter gezüchtet.

## Lebensweise
Die Stubenfliege lebt nach ihrem Schlupf aus der Tönnchenpuppe 6 bis 70 Tage, je nach Umgebungstemperatur und Nahrungsangebot, wobei Weibchen meistens etwas länger leben als Männchen. Die Fluggeschwindigkeit beträgt ungefähr 2,9 Meter pro Sekunde (rund 10 km/h), die Fliege schlägt dabei etwa 180–330-mal pro Sekunde mit ihren Flügeln. Fliegen können Buttersäure als Indiz für Fäulnis und Darmausscheidungen riechen. An den Fußendgliedern (Tarsen) besitzen sie Chemorezeptoren, mit deren Hilfe sie Zucker schmecken können. Ihre Eier legen sie in faulenden Stoffen und Exkrementen (Koprophagie) ab, von denen sich die Larven ernähren. Die Imagines saugen an sämtlichen nahrhaften Flüssigkeiten und auch an festen, wasserlöslichen Stoffen, die sie mit Hilfe ihres Speichels auflösen können, wie beispielsweise Zucker.
Nach Landung auf senkrechten Flächen richten sich Stubenfliegen immer rasch mit dem Kopf nach abwärts aus. In Stuben können sie „nach einem halben Salto an der Decke landen.“
Ihr Verhalten und ihre Lebensdauer sind sehr stark von den Umgebungsbedingungen wie Temperatur und Feuchtigkeit abhängig, wobei die Optimaltemperatur zwischen 20 und 25 °C liegt und ab einer Minimaltemperatur von 15 °C eine Immobilisierung stattfindet. Dies erklärt auch die Entwicklung zu einem tagaktiven temporalen Spezialisten mit der höchsten Populationsgröße in den Sommermonaten.

## Fortpflanzung und Entwicklung

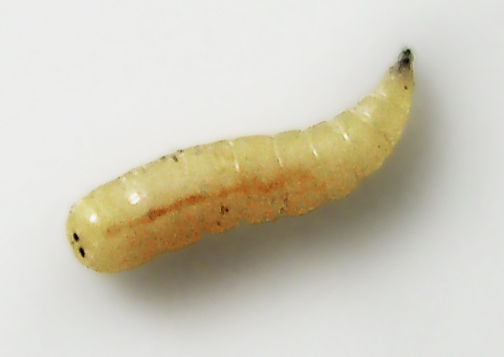
Larve einer Stubenfliege

Als holometabole Insekten durchleben die Stubenfliegen eine vollständige Metamorphose, die eingeteilt wird in Ei, drei Larvenstadien, Puppe und Imago. Ihre Eier legen die Weibchen in sich zersetzendes organisches Material ab, beispielsweise Dung, Müll, Kompost und Nahrungsmittel. Dort entwickeln sich anschließend die Larven. In den Sommermonaten legen Weibchen mehrmals zwischen 150 und 400 Eier pro Eiablage mit einem Intervall von drei bis vier Tagen. Durch gute Umgebungsbedingungen, beispielsweise in Ställen, sind bis zu 15 Generationen pro Jahr möglich (plurivoltin). Die Umgebungstemperatur beeinflusst die Zeit, die die Eier brauchen, um zur Schlüpfreife heranzuwachsen. Bei 16 °C schlüpfen die Larven in 46 Stunden, bei 19 °C in 19 Stunden und bei 30 °C in nur 10 Stunden. Die kopf- und beinlosen Fliegenmaden können sich auf glatten Flächen nur unbeholfen mit Körperkrümmen fortbewegen. Sie ernähren sich vom organischen Material (Substrat), auf dem sie geschlüpft sind, und erreichen eine Länge von 12 mm. Die Ernährung wird durch Mundwerkzeuge mit zangenartigen Mundhaken ermöglicht. Die Atmung erfolgt über Hautatmung und Stigmen, die sich am Körperende befinden.
Nach zweimaliger Häutung im Laufe des Wachstums wird am Ende des dritten Larvenstadiums der Inhalt des Verdauungstrakts entleert. Es beginnt eine durch genetische Veränderungen hervorgerufene Immobilisierung der Maden. Ihre Haut verhärtet sich, und die Larven entwickeln sich zu Tönnchenpuppen, die deutlich kleiner und dunkler sind als die Larven. Innerhalb einer solchen Puppe beginnt eine Verwandlung, die je nach Temperatur 3 bis 8 Tage dauert. Nach vollendeter Entwicklung wird durch Pressen aus der sogenannten Bogennaht am Kopf eine Blase für das Schlüpfen ausgebildet, die es der Imago ermöglicht, die Puppe durch eine Öffnung am Kopfende zu verlassen (Deckelschlüpfer). Schon 3 Tage nach diesem Schlüpfakt paaren sich die Stubenfliegen, und anschließend sind die Weibchen zur ersten Eiablage bereit. Die Metamorphose vom Ei zur Fliege kann bei guten Umweltbedingungen in 7 Tagen abgeschlossen sein, in gemäßigten Breitengraden dauert sie 2 bis 3 Wochen. Abgesehen von überwinternden Tieren beträgt die Lebensdauer einige Wochen. Mit ihrem Tupfrüssel immer wieder einmal Flüssigkeit und Nährstoffe aufnehmend, kann eine weibliche Stubenfliege im Winterhalbjahr in einer nicht zu warm temperierten Küche gut 10 Wochen überleben.

## Nutzen und Schaden

### Die Stubenfliege als Krankheitsüberträger
Stubenfliegen gelten gemeinhin als Schädlinge, da sie trotz Putzens als Vektor für Krankheitserreger dienen. Beispielsweise sind sie Überträger diverser Infektionskrankheiten wie Ruhr, Typhus, Cholera, Salmonellosen, Kinderlähmung und Maul- und Klauenseuche. Die Übertragung der Erreger erfolgt insbesondere über die Ausscheidungen der Fliegen.
Ihre Funktion als Krankheitsüberträger ist auf ihre Nahrungsquellen zurückzuführen, da sie eine Vorliebe für menschliche und tierische Körperausscheidungen wie Schweiß und Kot sowie eiternde Wunden haben. Des Weiteren dient Aas (Nekrophagie) als proteinreiche Nahrungsquelle für die Eiablage und Larvenentwicklung.
Eine großräumige Bekämpfung (→ Insektenschutz) wäre aber nicht unbedingt zielführend, da einerseits eine sehr schnelle Resistenzausbildung gegen Insektizide stattfindet und die Populationsgröße ohnehin durch natürliche Fressfeinde eingedämmt wird. Um die Verbreitungsorte und Übertragung von Krankheiten einzuschränken, empfiehlt sich also bloß ein ausreichender Standard von Hygiene und sauberer Umgang mit Abfall- und Zersetzungsprodukten.

### In der Abfallwirtschaft
Die Fähigkeit von Stubenfliegenlarven, sich in einer Vielzahl von verrottenden organischen Stoffen zu ernähren und zu entwickeln, ist wichtig für das Recycling von Nährstoffen in der Natur. Dies könnte genutzt werden, um immer mehr Abfallmengen zu bekämpfen. Stubenfliegenlarven können in Tiermist auf kontrollierte Weise in Massen aufgezogen werden, wodurch die Abfallmenge reduziert und die Umweltrisiken bei der Entsorgung minimiert werden.

### Fliegenmaden als Futtermittel
Die Stubenfliege wird als Futterinsekt genutzt. In der EU ist sie für den Einsatz in der Aquakultur zugelassen. Dort gibt es Ansätze, die Larven der Stubenfliege als Proteinquelle einzusetzen und damit das konventionelle Fischmehl zu ersetzen. Basis dazu ist Blut aus Schlachtereien. AgriProtein erhielt für diese Idee den Innovationspreis für Afrika 2013.

## Verwechslungsmöglichkeiten
Der Wadenstecher (Stomoxys calcitrans) sieht der Stubenfliege zum Verwechseln ähnlich und ist in der Lage, menschliche Haut zu durchstechen, um Blut zu saugen. Der Stich ist schmerzhaft und kann auch Krankheiten übertragen.